# Жарки (Ульяновская область)
Жарки — упразднённый посёлок в Кузоватовском районе Ульяновской области России. На момент упразднения входил в состав Уваровского сельского поселения.

## География
Посёлок находился на левом берегу реки Свияга, выше места впадения в последнюю реки Малая Свияга, в 7 км к северо-востоку от села Уваровка и в 23 км к северо-востоку от районного центра.

## История
В 1913 в русском деревне Жарковский Выселок было 9 дворов. Деревня входила в состав Сенгилеевского уезда Симбирской губернии.
Исключена из учётных данных в 2002 году постановлением заксобрания Ульяновской области от 10.12.2002 г. № 066-ЗО

## Население
В 1913 году в деревне проживало 68 человек. В 1996 году в посёлке учтено 5 человек. По данным переписи 2002 года в поселке отсутствовало постоянное население.